# アムステルダム6日間レース
アムステルダム6日間レース（蘭:Zesdaagse van Amsterdam）は、例年10月中旬頃、オランダ、アムステルダムのアムステルダム・ヴェロドロームで行われる、自転車競技（トラックレース）の6日間レースの名称。

## 大会の歴史
1932年にアムステルダム自動車産業展示場(RAI)を会場にして第1回が行われ、1936年まで開催されたが、以後1966年まで開催なし。1966年の再開時には、ヨーロッパ広場内に移転したRAIで行われ、1969年まで行われたが、その後またもや長期間の休止を余儀なくされる。2001年に三度目の再開となり、現在も開催地である、周長200mのアムステルダム・ヴェロドロームでの開催となり今日に至る。
当レースのメイン種目は、マディソンを中心としたペアレースだが、合間に短距離レースも行われており、その点において、例年1月に開催されるロッテルダム6日間レースと類似している。

## 歴代優勝者
| 年   | 優勝者                                           |
| ---- | ------------------------------------------------ |
| 1932 | ヤン・パイネンビュルフ ＝ ピート・ファンケンペン |
| 1933 | ヤン・パイネンビュルフ ＝ コル・ワルス           |
| 1934 | マルセル・ギャンブルティエル ＝ ポール・ブロカド |
| 1936 | アドルフ・シャルリエ ＝ フラン・スラーツ         |
| 1966 | ペーター・ポスト ＝ フリッツ・フェニンガー       |
| 1967 | フレディ・オイゲン ＝ パレ・リュッケ             |
| 1968 | クラウス・ブクダール ＝ ヤン・ヤンセン           |
| 1969 | ペーター・ポスト ＝ ロマン・デローフ             |
| 2001 | マシュー・ギルモア ＝ スコット・マグローリー     |
| 2002 | シルヴィオ・マルティネッロ ＝ マルコ・ヴィッラ   |
| 2003 | ロベルト・スリッペンス ＝ ダニー・スタム         |
| 2004 | ロベルト・スリッペンス ＝ ダニー・スタム         |
| 2005 | ブルーノ・リジ ＝ クルト・ベチャルト             |
| 2006 | ペーター・スヘプ ＝ ダニー・スタム               |
| 2007 | イルヨ・カイセ ＝ ローベルト・バルトコ           |
| 2008 | ロベルト・スリッペンス ＝ ダニー・スタム         |
| 2009 | ローガー・クルーゲ ＝ ローベルト・バルトコ       |
| 2010 | ローガー・クルーゲ ＝ ローベルト・バルトコ       |
| 2011 | イルヨ・カイセ ＝ ニキ・テルプストラ             |
| 2012 | ミカエル・メルケフ ＝ ピム・リフトハルト         |
| 2013 | ケニー・デ・ケテル ＝ ハイス・ファン・フック     |
| 2014 | ニキ・テルプストラ ＝ ヨエリ・ハビック           |
| 2016 | ケニー・デ・ケテル ＝ モレノ・デ・ポー           |